# Вежховиська (Свідницький повіт)
Вежховиська (пол. Wierzchowiska) — село в Польщі, у гміні П'яскі Свідницького повіту Люблінського воєводства.
Населення — 1040 осіб (2011).
У 1975-1998 роках село належало до Люблінського воєводства.

## Демографія
Демографічна структура станом на 31 березня 2011 року:
|          | Загалом | Допрацездатний вік | Працездатний вік | Постпрацездатний вік |
| -------- | ------- | ------------------ | ---------------- | -------------------- |
| Чоловіки | 514     | 98                 | 359              | 57                   |
| Жінки    | 526     | 95                 | 311              | 120                  |
| Разом    | 1040    | 193                | 670              | 177                  |